# Eugène Casalis
Jean Eugène Casalis (eller Cassalis), född den 21 november 1812 i Orthez i Béarn, död den 9 mars 1891 i Paris, var en fransk missionär.
Casalis bedrev under pastor Pyts ledning klassiska studier med syfte att bli präst, men inträdde 1830 som elev i det evangeliska missionsinstitutet i Paris och utsändes 1832 med två andra unga män till Sydafrika för att ansluta sig till missionärerna Prosper Lemue, Isaac Bisseux och Samuel Rolland i barotsefolkets land. 
Vid framkomsten till Kap möttes de emellertid av meddelandet, att arbetet där genom ett överfall av hövdingen Moselikatse blivit upprivet, och ett nytt arbetsfält upptogs då i Basutoland, där de hjärtligt välkomnades av hövdingen Mosjesj och i Morija 1833 upprättade den första missionsstationen. 
Inte långt därefter fick Casalis uppta en ny station i Taba Bosigo, där hövdingen residerade. Där arbetade han som bibelöversättare, evangelist och församlingsledare med växande framgång. Det dröjde inte länge, innan Mosjesj själv omvändes till kristendomen och blev ett gott stöd för missionsarbetet. 
Casalis hustru, Sara Dyke, bidrog i inte ringa mån till att evangelium vann ingång hos folket, och basutokvinnorna kallade henne sin egen missionär. Kort efter hennes död, 1854, hemkallades Casalis för att överta ledningen av missionsinstitutet i Paris och utförde i denna ställning ett betydelsefullt arbete.

## Fotnoter
1. 1 2  Bibliothèque nationale de France, BnF Catalogue général : öppen dataplattform, id-nummer i Frankrikes nationalbiblioteks katalog: 12595173v, läst: 10 oktober 2015.[källa från Wikidata]